# Quiet Riot
Quiet Riot — американская рок-группа из Лос-Анджелеса, играющая в стиле глэм-метал.

## История группы
Несмотря на то, что «Quiet Riot» стала первой металлической группой, прорвавшейся к вершине чартов Billboard, успех её был кратковременным. Коллектив образовался в 1973 году, когда гитарист Рэнди Роадс и басист Келли Гарни в поисках фронтмена для новой группы наткнулись на Кевина Дюброу (англ.).
Вначале группа называлась «Mach 1», затем название поменялось на «Little Women», пока наконец в 1975 году парни не остановились на «Quiet Riot». В одном из радио-интервью с группой в 1979 году Дюброу поведал, что это название родилось в разговоре с Риком Парфиттом из британской группы Status Quo, в котором тот обмолвился, что было бы здорово назвать группу «Quite Right» (рус. Совершенно верно). Однако из-за британского акцента Парфитта это прозвучало, как «Quiet Riot» (рус. Тихий бунт).
Когда состав был доукомплектован барабанщиком Дрю Форсайтом, квартет атаковал лос-анджелесскую клубную сцену. Однако, если с концертами все складывалось более-менее удачно, то подписать контракт на запись альбома с каким-нибудь лейблом музыкантам никак не удавалось. В течение двух лет «Quiet Riot» тщетно пытались решить проблему, пока в 1977 году им наконец удалось заключить контракт с «Sony» и записать свой первый альбом. Однако в продажу он поступил только в Японии 21 марта 1978 года, и в США не издавался.
Если альбом «Quiet Riot I» получился сыроватым и напоминал компот из «Sweet», «Alice Cooper» и «Humble Pie», то второй альбом, показавший растущее мастерство Роадса, был более сфокусированным. К моменту выхода «Quiet Riot II» басиста Келли Гарни сменил кубинец Руди Сарзо, причём на обложке диска Сарзо был отмечен как участник группы, хотя все басовые партии были записаны Гарни. Если эта замена прошла безболезненно, то последовавший в 1979 году уход Рэнди Роадса к Оззи Осборну стал тяжёлым ударом для группы и привел к первому из её многочисленных распадов.

## Известность
ДюБроу тут же собрал проект имени себя самого и в период с 1980 по 1982 выступал в команде «DuBrow», однако после смерти Роадса вернулся к названию «Quiet Riot». В обновлённый состав, помимо Кевина, вошли Фрэнки Банали (ударные), Карлос Кавазо (гитара) и Руди Сарзо (бас).
В сентябре 1982 года продюсер Спенсер Проффер помог им подписать контракт с «CBS Records» в Америке, и в марте 1983 года вышел первый американский и самый знаменитый альбом «Quiet Riot» — «Metal Health». Диск через полгода после релиза преодолел платиновый рубеж и занял первое место в американском хит-параде, что для альбома металлической группы в 1983 году было просто неслыхано. Всего было продано более 6 миллионов копий. Сингл с кавер-версией хита группы «Slade» «Cum On Feel the Noize» продержался две недели на пятой позиции в чарте «Hot 100 singles» журнала Billboard и был первой за всю историю хэви-металлической композицией, попавшей в пятёрку лучших синглов США. Песни «Metal Health» и «Cum On Feel the Noize» попали в тяжёлую ротацию на MTV, а группа тем временем нарезала круги[какие?] в компании «Scorpions», «ZZ Top», «Iron Maiden», «Loverboy», и «Judas Priest». С октября 1983 по март 1984 «Quiet Riot» выступали на разогреве у «Black Sabbath» в их туре «Born Again» по Северной Америке.

## Упадок
Увидев, как идут дела у группы, специалисты лейбла «Pasha Records» сообразили, что надо пользоваться моментом, загнали музыкантов в студию и потребовали продолжения «Metal Health». Вышедший в июле 1984 года альбом «Condition Critical» вполне мог бы называться «Metal Health Part 2». Сделанный по тому же рецепту, что и предшествующий лонгплей, этот диск также включал в себя кавер от «Slade» (на этот раз «Mama Weer All Crazee Now»). Несмотря на то, что продажи «Condition Critical» были достаточно высоки (было продано около 3 млн копий), многие были недовольны однотипностью группы, и «Quiet Riot» растеряли часть аудитории. Первым почувствовал неладное Сарзо, который покинул группу в январе 1985 года, уступив место Чаку Райту.
Записанный в 1986 году «Quiet Riot III» отличался засильем клавишных и задвинутыми на второй план гитарами. Музыкальный и текстовый материал оставлял желать лучшего, поэтому слушатели предпочли покупать пластинки «Cinderella», «Europe» и «Danger Danger». К тому времени ДюБроу, погрязший в алкоголе и наркотиках, достал своих партнёров настолько, что они выставили его за дверь из его собственной группы. В результате в группе не оказалось никого из первоначального состава.
С новым вокалистом Полом Шортино в 1988 году «Quiet Riot» удалось записать всего один альбом, известный как «QR IV», а после ухода Банали в «W.A.S.P.» проект распался вторично. Тем временем ДюБроу отстаивал в суде своё право на название «Quiet Riot». В начале 90-х ДюБроу восстановил отношения с Кавазо, и при помощи барабанщика Бобби Рондинелли и басиста Кевина Хиллери они реанимировали вывеску «Quiet Riot». В 1993 году коллектив выпустил неплохой альбом «Terrified», однако из-за отсутствия какого-либо промоушена со стороны «Moonstone Records» альбом постиг коммерческий провал. В попытке исправить ситуацию ДюБроу перетряхнул архивы и в том же году выбросил на рынок диск «The Randy Rhoads Years» — сборник из двух японских релизов и ранее не издававшихся треков, на многих из которых был заново переписан вокал. Фаны Роадса, конечно, порадовались, однако коренного изменения не произошло, и после выпущенного в 1995 году мрачно-модернового «Down to the Bone» команда замолчала на долгое время.
В 1999 году «Quiet Riot» вернулись с концертником «Alive & Well», записанным золотым составом времён «Metal Health». Спустя два года вышла новая студийная работа «Guilty Pleasures», а в ноябре 2003 года в продажу поступил DVD «Quiet Riot Live In The 21st Century», на котором был задокументирован их концерт 26 сентября 2002 года в лос-анджелесском «Key Club». Его релиз ещё не состоялся, а группа, раздираемая внутренними раздорами, официально распалась в третий раз. В мае 2004 года ДюБроу выпустил свой первый сольный альбом «In for the Kill», но уже в октябре 2004 года было объявлено о воссоединении, а в 2005 году обновлённый состав «Quiet Riot» вовсю гастролировал по Америке в туре «Rock Never Stops» вместе с «Cinderella», «Ratt» и «FireHouse». В октябре 2006 года вышел студийник «Rehab», однако смерть ДюБроу, скончавшегося от передозировки кокаина 25 ноября 2007 года, поставила под вопрос дальнейшее существование команды.
В сентябре 2010 года Фрэнки Банали, заручившись поддержкой семьи ДюБроу, объявил о новой версии «Quiet Riot»: он сам на барабанах, Чак Райт на басу, Алекс Гросси — гитара и новый вокалист Марк Хафф, до этого игравший в исполняющей каверы песен «Van Halen» в группе «5150».
QUIET RIOT с Пирлом у микрофона записали шесть новых песен для альбома под названием «10», который увидел свет в цифровом виде на iTunes и Amazon.com в июне 2010 года.
Однако вскоре Банали изъял эти песни из цифровых магазинов и больше их не выкладывал. Впоследствии он объяснял, что его решение удалить «10» с iTunes и Amazon.com было отчасти связано с тем, что он не смог найти лейбл, который бы раскручивал альбом должным образом. Кроме того, по его словам, система, которая принесла нам классический рок, безвозвратно изменилась со временем, и механизм раскрутки и маркетинга сломан, поэтому музыка не доходит от лейблов до радио и широких масс.

## Участники

### Нынешние
- Руди Сарзо — бас-гитара, бэк-вокал (1978—1979, 1982—1985, 1987, 1997—2003, 2021 — наст. время)
- Алекс Гросси — гитара (2004—2005, 2006—2007, 2010 — наст. время)
- Джеймс «Джиззи Пёрл» Уилкинсон — вокал (2013—2016, 2019 — наст. время)
- Джон «Джонни» Келли — ударные (2020 — наст. время)

### Бывшие
- Кевин ДюБроу — вокал (1975—1987, 1991—2007; умер 19 ноября 2007)
- Карлос Кавазо — гитара, бэк-вокал (1982—1989, 1991—2003)
- Чак Райт — бас-гитара, бэк-вокал (1985—1987, 1994—1997, 2004—2006, 2006—2007 — 2021)
- Дрю Форсайт — ударные (1975—1982)
- Рэндалл «Рэнди» Роадс — гитара (1975—1979; умер 19 марта 1982)
- Кенни Хиллери — бас-гитара (1991—1994; умер 6 мая 1996)
- Верден «Келли» Гарни — бас-гитара (1975—1978)
- Шон МакНэбб — бас-гитара, бэк-вокал (1987—1989, 2006)
- Грегори Леон — гитара (1980—1982)
- Пол Шортино — вокал (1987—1989)
- Роберт «Бобби» Рондинелли — ударные (1991—1993)
- Гэри Ван Дайк — бас-гитара (1980—1982)
- Нил Цитрон — гитара (2006)
- Энтони Франклин — бас-гитара (2006)
- Марк Хафф — вокал (2010—2012)
- Кит Сент-Джон — вокал (2012)
- Скотт Вокун — вокал (2012—2013)
- Шон Николс — вокал (2016—2017)
- Джеймс Дурбин — вокал (2017—2019)
- Франческо «Фрэнки» Банали — ударные (1982—1989, 1993—2003, 2004—2007, 2010—2020; умер 20 августа 2020)

## Дискография

### Студийные альбомы
| Год  | Название и детали                                                                  | Позиция в чарте | Позиция в чарте | Позиция в чарте | Позиция в чарте | Позиция в чарте | Позиция в чарте | Сертификат    |
| Год  | Название и детали                                                                  | US              | AUS             | CAN             | NZ              | SWI             | UK              | Сертификат    |
| ---- | ---------------------------------------------------------------------------------- | --------------- | --------------- | --------------- | --------------- | --------------- | --------------- | ------------- |
| 1978 | Quiet Riot (только в Японии) - 1-й студийный альбом - Вышел 21 марта 1978 года     | —               | —               | —               | —               | —               | —               |               |
| 1978 | Quiet Riot II (только в Японии) - 2-й студийный альбом - Вышел 24 апреля 1978 года | —               | —               | —               | —               | —               | —               |               |
| 1983 | Metal Health - 3-й студийный альбом - Вышел 11 марта 1983 года                     | 1               | 1               | 1               | 1               | 2               | 1               | 6x платиновый |
| 1984 | Condition Critical - 4-й студийный альбом - Вышел 27 июля 1984 года                | 15              | 2               | 1               | 5               | 2               | 4               | платиновый    |
| 1986 | Quiet Riot III - 5-й студийный альбом - Вышел 8 сентября 1986 года                 | 32              | —               | 2               | 5               | 4               | —               |               |
| 1988 | QR - 6-й студийный альбом - Вышел 21 октября 1988 года                             | 112             | —               | 10              | 15              | —               | 34              |               |
| 1993 | Terrified - 7-й студийный альбом - Вышел 19 июля 1993 года                         | —               | —               | 11              | —               | 27              | —               |               |
| 1995 | Down to the Bone - 8-й студийный альбом - Вышел 1 марта 1995 года                  | —               | 20              | 8               | 24              | 19              | —               |               |
| 1999 | Alive and Well - 9-й студийный альбом - Вышел 23 марта 1999 года                   | —               | 9               | 9               | 7               | 6               | 8               |               |
| 2001 | Guilty Pleasures - 10-й студийный альбом - Вышел 29 мая 2001 года                  | —               | —               | 18              | 28              | —               | 40              |               |
| 2006 | Rehab - 11-й студийный альбом - Вышел 3 октября 2006 года                          | —               | —               | —               | 61              | —               | —               |               |
| 2014 | Quiet Riot 10 - 12-й студийный альбом - Вышел 27 июня 2014 года                    | —               | —               | —               | —               | —               | —               |               |
| 2017 | Road Rage - 13-й студийный альбом - Вышел 4 августа 2017 года                      | —               | —               | —               | —               | —               | —               |               |
| 2019 | Hollywood Cowboys - 14-й студийный альбом - Вышел 8 ноября 2019 года               | —               | —               | —               | —               | —               | —               |               |

### Сборники
- Winners Take All (1990)
- The Randy Rhoads Years (1993)
- Greatest Hits (1996)
- Super Hits (1999)
- The Collection (2000)
- Live & Rare Volume 1 (2005)
- New and Improved (2005)
- Extended Versions (Концерты в Пасадене и Нэшвилле, 1983) (2007)
- Playlist:The Very Best of Quiet Riot (2008)

### Синглы
- It’s Not So Funny (1977)
- Slick Black Cadillac (1979)
- Bang Your Head (Metal Health) (1983) #31 Hot 100
- Cum On Feel the Noize (1983) #5 Hot 100
- Slick Black Cadillac (1983)
- Mama Weer All Crazee Now (1984) #51 Hot 100
- Party All Night (1984)
- Winners Take All (1984)
- Bad Boy (1984)
- The Wild and the Young (1986)
- Twilight Hotel (1986)
- Stay with Me Tonight (1988)
- Little Angel (1993)

## Видеография

### Концерты
- Live in America (1992)
- Bang Thy Head (1998)
- The Video Dream Mixes (1999)
- Live in the 21st Century (2003)
- '89 Live in Japan (2004)
- The Epsilon Journey (2008)
- Rocking Out The Bats (2009)

### Клипы
- Metal Health
- Cum on Feel the Noize
- Mama Weer All Crazee Now
- Party All Night
- The Wild and the Young
- Twilight Hotel
- Stay with Me Tonight
- Picking Up the Pieces